# Manuele Cantacuzeno (nobile)
Manuele Cantacuzeno (fl. XII secolo), vissuto nel XII secolo, era membro della famiglia dei Cantacuzeni.

## Biografia
Era figlio dell'ufficiale bizantino Giovanni Cantacuzeno, morto nella campagna contro i turchi selgiuchidi, nel 1174, ed era nipote del drungario Cantacuzeno. Sembra che abbia congiurato contro l'imperatore bizantino Manuele I Comneno (1143-1180), e per questo il basileus diede l'ordine di farlo accecare.
Ebbe probabilmente due figli che chiamò Giovanni Cantacuzeno e Teodoro Cantacuzeno, il primogenito fu chiamato così in onore del padre.